# Klinika dr. Bryndza-Nackiego w Warszawie
Klinika dr. Bryndza-Nackiego – kamienica, która do 2011 znajdowała się przy ul. Marszałkowskiej 45 w Warszawie.

## Historia
Budynek został wybudowany ok. 1890 roku przez doktora Apolinarego Thieme. Stanął w głębi posesji, od frontu poprzedzony ogrodem, oddzielony od ulicy murowanym ogrodzeniem złożonym z wysokiej podmurówki i symetrycznych słupów z osadzoną pomiędzy nimi żeliwną balustradą. Poprzez koligacje małżeńskie, klinika stała się w późniejszym okresie własnością położnika Ludwika Bryndza-Nackiego.
W czasie powstania warszawskiego klinika stała się szpitalem wojskowym, w którym ratowani byli powstańcy. Po wojnie budynek zasłonięto blokiem MDM-u, mieściła się tu m.in. państwowa przychodnia zdrowia.

W 2000 roku gmina Centrum zwróciła ten budynek spadkobiercom. Jednak po ok. dwóch latach odkupiła kamienicę za prawie 3 mln zł, ponieważ zgodnie z planem zagospodarowania okolic stacji metro Politechnika budynek miał zostać rozebrany. Jednakże rozbiórka została zgłoszona konserwatorowi zabytków, który wpisał kamienicę na listę zabytków. W czerwcu 2011 budynek został wyburzony.

Ilustracje wnętrza kliniki z roku 1893
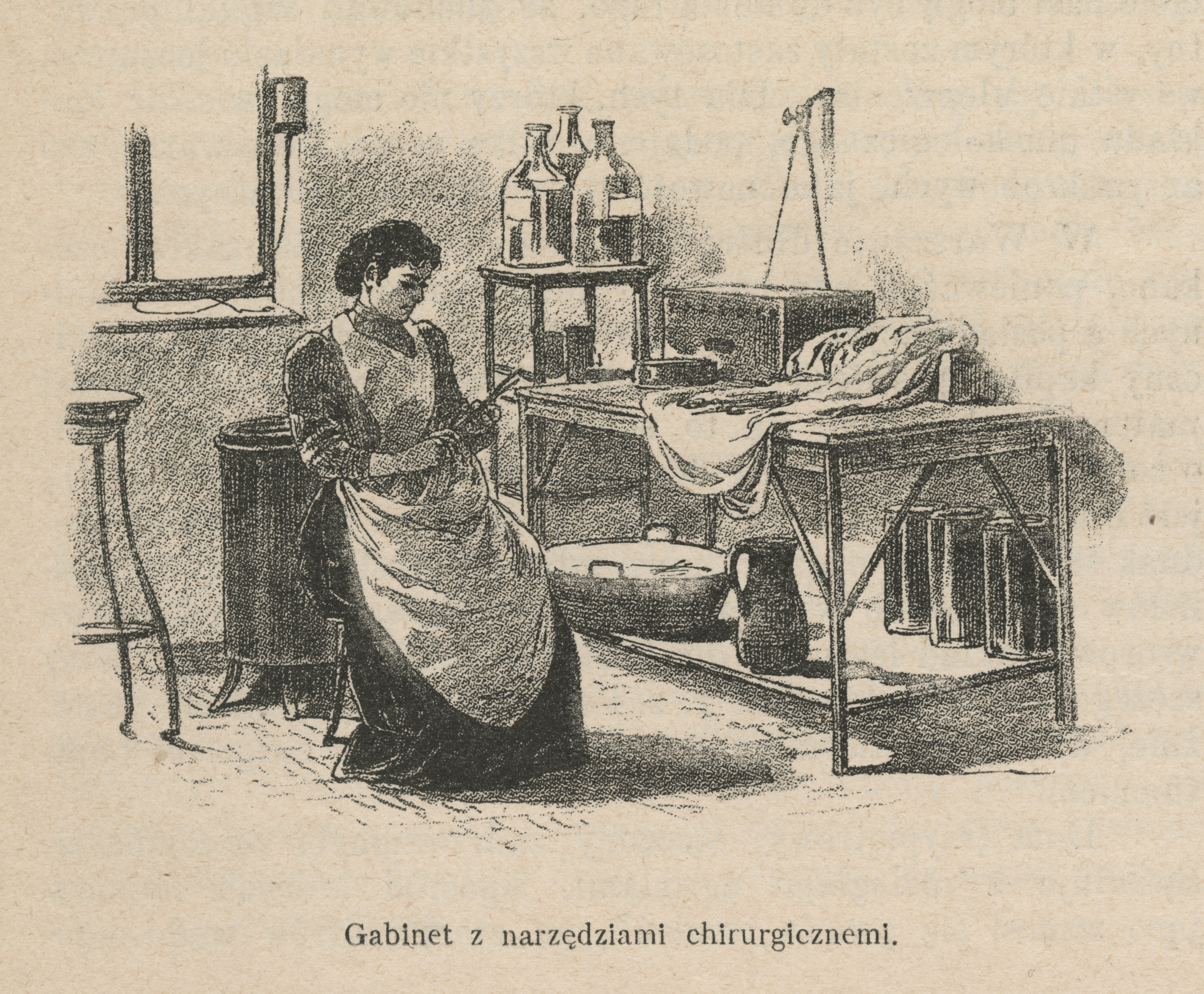
Gabinet z narzędziami chirurgicznymi
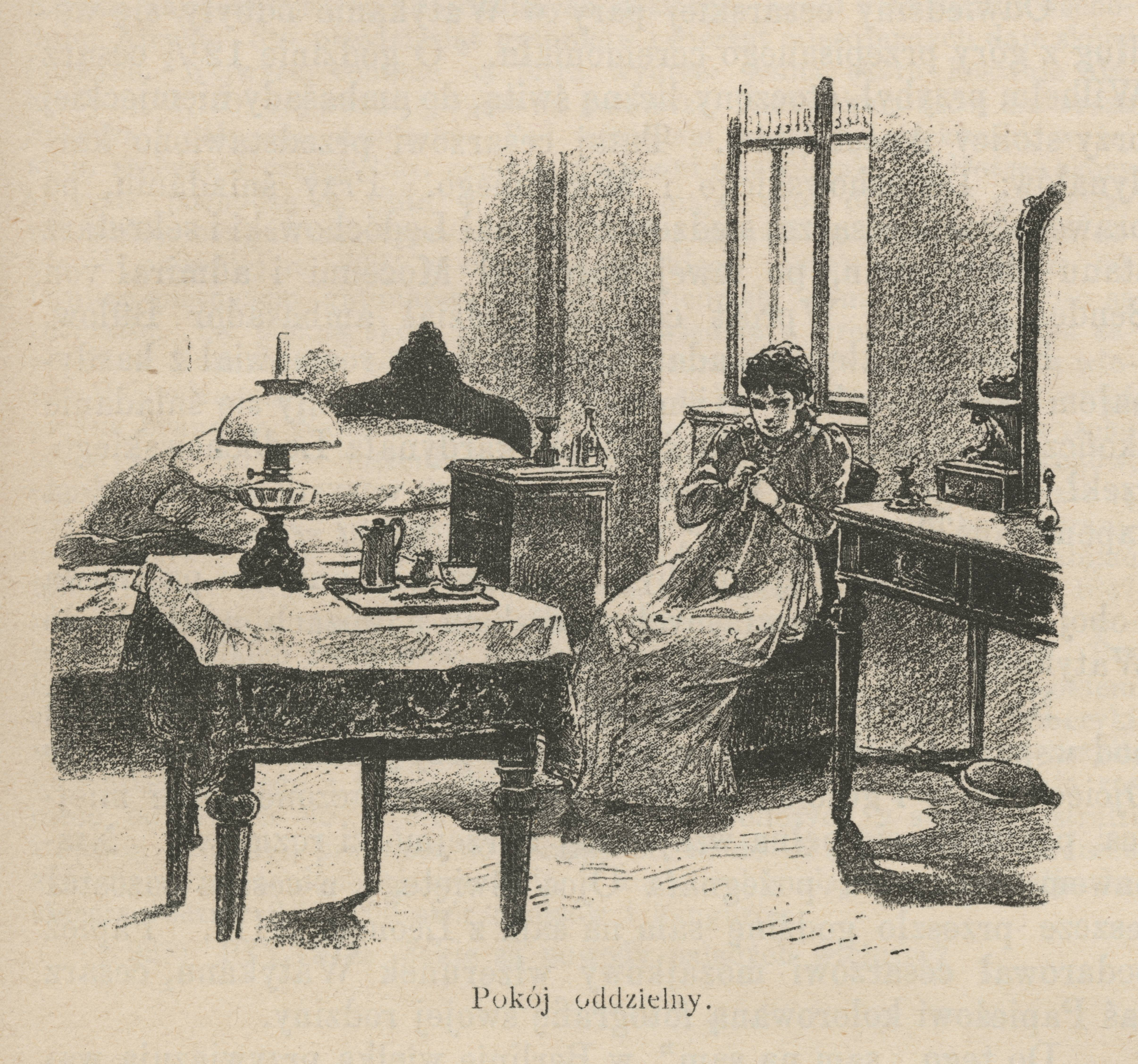
Pokój oddzielny
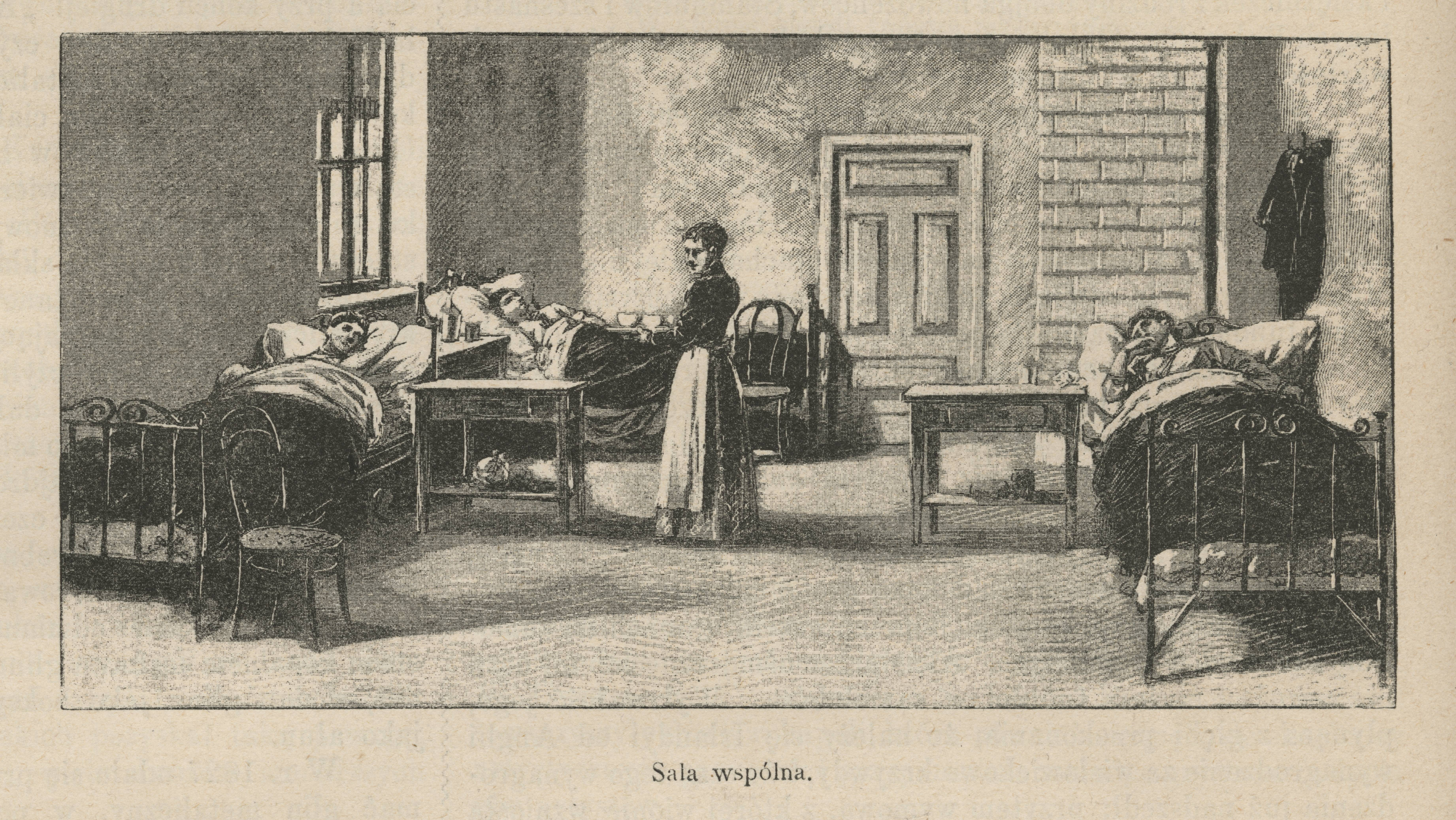
Sala wspólna
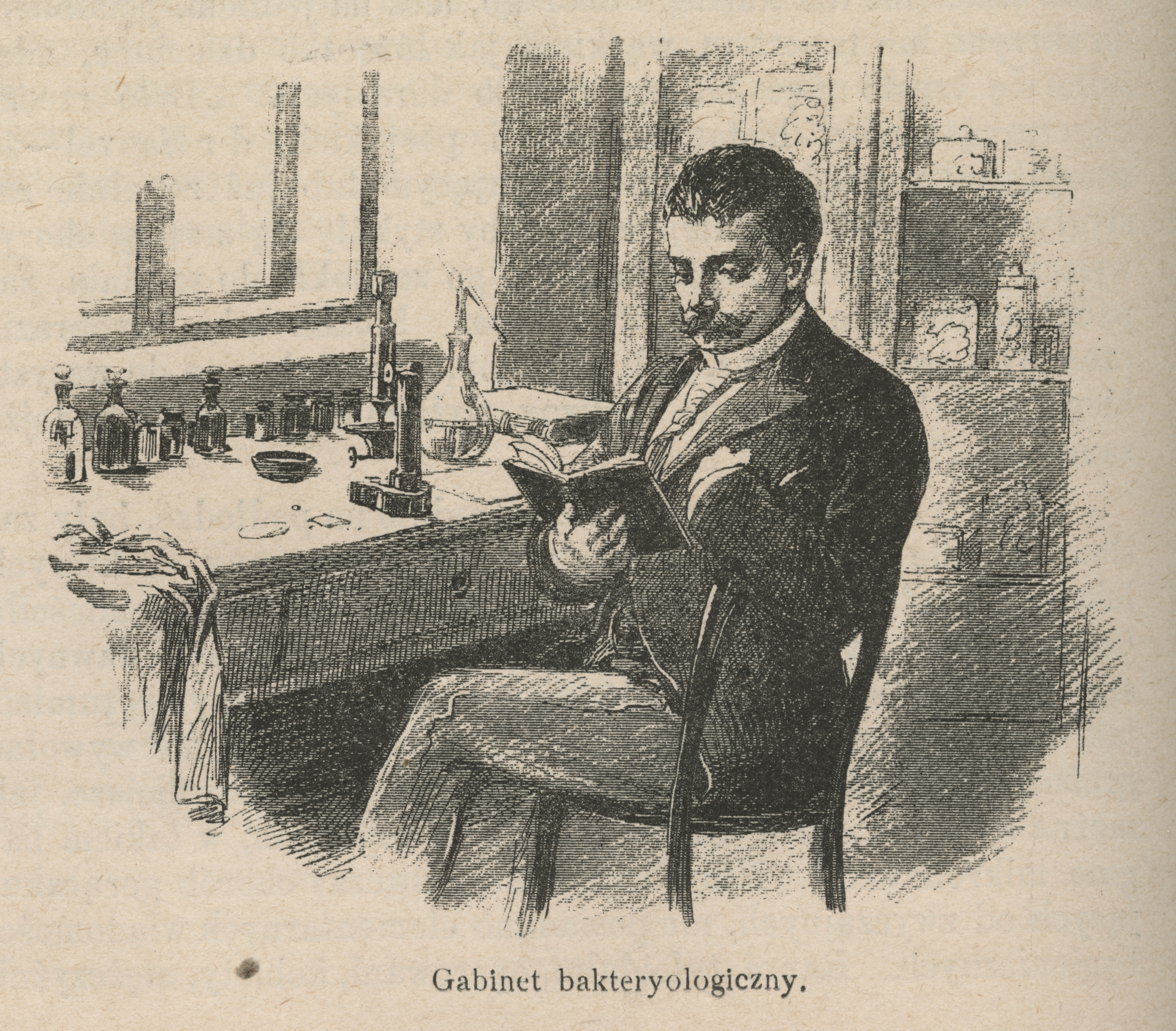
Gabinet bakteriologiczny

## Właściciele
- dr Apolinary Thieme (1890–1920)
- dr Ludwik Bryndz Nacki (1920–1950)
- Urząd miasta stołecznego Warszawa (1950–2000)
- dr Elżbieta Mieszczańska-Błaszczyk (2000–2002)
- Urząd miasta stołecznego Warszawa (2002–2011)